# Metodista vértanúk listája
A metodista vértanúk azok a személyek, akik a 18. században elindult ébredési mozgalom és az ennek nyomán kibontakozó világméretű missziós közösség tagjaiként, életük árán is tanúskodtak a Jézus Krisztusba vetett hitük mellett.

## 1740
William Seward: korai metodista igehirdető, a Wesley fivérek munkatársa. Sewardot a dél-walesi Hay-on-Wye-ben egy szabad ég alatti igehirdetés közben kővel dobták meg, sérüléseibe néhány nappal később belehalt.

## 1825
Jacob Links, William Threlfall és Johanness Jager: három misszionárius, akik Dél-Afrikában a London központú Wesley Missziós Társaság tagjaiként végezték szolgálataikat. A délnyugat-afrikai Namakwa-földön (ma Namíbia és a Dél-Afrikai Köztársaság része) igyekeztek egy új metodista missziót kezdeményezni, amikor csapdába csalták és megölték őket.

## 1891
William Argent: metodista misszionárius, aki 1890-ben érkezett Kínába, azonban a következő évben a sokaság megtámadta és a támadás áldozatául esett. Amikor Argent halálának híre elérte Angliát, egyszerre négyen jelentkeztek misszionáriusként a helyére. Elindulásukat többek között a mártír Argent édesanyjának nagylelkű támogatása tette lehetővé, aki a kínai kormányzat "jóvátételi" adományából semmit sem tartott meg magának.

## 1898
Isaac és Mary Cain, dr. Henrietta Hatfield, dr. Mary Archer és Ella Schenk: 1898. május 3-án a wesleyánus hátterű Egyesült Testvérek Krisztusban (United Brethren in Christ Church) nevű közösség öt misszionáriusát mészárolták le a Sierre Leoneban működő Rotofunk kórházban. A támadás az ún. Hut Tax Háború keretében történt, a brit kormányzat elleni fellépés során.

## 1941
Jaan Jaagupsoo: metodista egyháztag (1898. július 14. – 1941. július 5.), az első észtországi metodista mártír, aki az ország szovjet megszállása idején vesztette életét.

## 1942
Martin Prikask, Peeter Häng és Vassili Prii: észt metodista vértanúk, akik mindhárman 1942 szeptemberében szenvedtek mártír halált a szovjet üldözés alatt. Peeter Häng (1900. augusztus 9. – 1942. szeptember 21.) és Vassili Prii (1909. október 16. – 1942. szeptember 30.) metodista egyháztagok voltak. Martin Prikask (1877. november 19. – 1942. szeptember 9.) észtországi metodista lelkész, szuperintendens, aki 1922-ben megalapította a Tallini Metodista Gyülekezetet. Prikaskot 1941-ben tartóztatták le szovjetellenes tevékenység vádjával, és 1942 szeptemberében egy szibériai táborban végezték ki.

## 1977
Glenn R. Eschtruth: a Kongói Demokratikus Köztársaságban (akkori nevén Zaire) Glenn R. Eschtruth orvos misszionárius a feleségével, Lenával együtt egy kórházat vezetett Kapangában, amikor 1977 áprilisában egy polgárháborús konfliktus közepette zsoldosok végeztek vele.

## 2010
Dan Terry már negyven éve folytatta munkáját a segélyszolgálatban (a metodista General Board of Global Ministries tagjaként), amikor Afganisztánban kilenc társával együtt az ország egy távoli pontján 2010. augusztus 5-én végeztek velük. A csoport éppen egy kéthetes orvosi körutat tett a távol eső falvakban különböző egészségügyi ellátások biztosításával. A támadásért a tálibok vállalták a felelősséget.

## 2015
Clementa C. Pinckney, Cynthia Marie Graham Hurd, Susie Jackson, Ethel Lee Lance, Depayne Middleton-Doctor, Tywanza Sanders, Daniel L. Simmons, Sharonda Coleman-Singleton és Myra Thompson: a "Charlestoni Kilencek" vagy az "Emmauel Kilenc" a 2015. június 17-i tartott metodista bibliaóra áldozatai a Charlestone-i Emmánuel Afrikai Püspöki Metodista Egyház gyülekezetben (Dél-Karolina, USA). Az áldozatok közül négyen lelkészek, és hárman gyülekezeti munkatársak voltak. A 41 éves Clementa C. Pinckney lelkészi szolgálata mellett Dél-Karolina állam szenátora is volt. A fegyveres támadást rasszista indítékból Dylann Roof követte el.

## 2017
Mehak Sohail, Sultan Masih, Abdul Malik, George Masih, Sara Ashraf, Salamti Younas, Gulzar Masih, Madiah Barkat, Aakash Naseem és Sunila Nidab: 2017 decemberében az advent harmadik vasárnapján tartott istentisztelet alatt az ISIS több merénylője támadta meg a pakisztáni Kvettában a Bethel Memorial Metodista Gyülekezetet, ahol a 13 éves Mehak Sohail másik kilenc emberrel együtt esett áldozatul a 400 fős ünneplő gyülekezetbe bejutott öngyilkos merénylőnek.